# منتخب ناورو لكرة القدم
منتخب ناورو الوطني لكرة القدم هو الممثل الرسمي لدولة ناورو في المنافسات الدولية في كرة القدم في فئة كرة القدم للرجال.